# Aéroport international de Tel Aviv-David Ben Gourion
 (août 2024).
Si vous disposez d'ouvrages ou d'articles de référence ou si vous connaissez des sites web de qualité traitant du thème abordé ici, merci de compléter l'article en donnant les références utiles à sa vérifiabilité et en les liant à la section « Notes et références ».

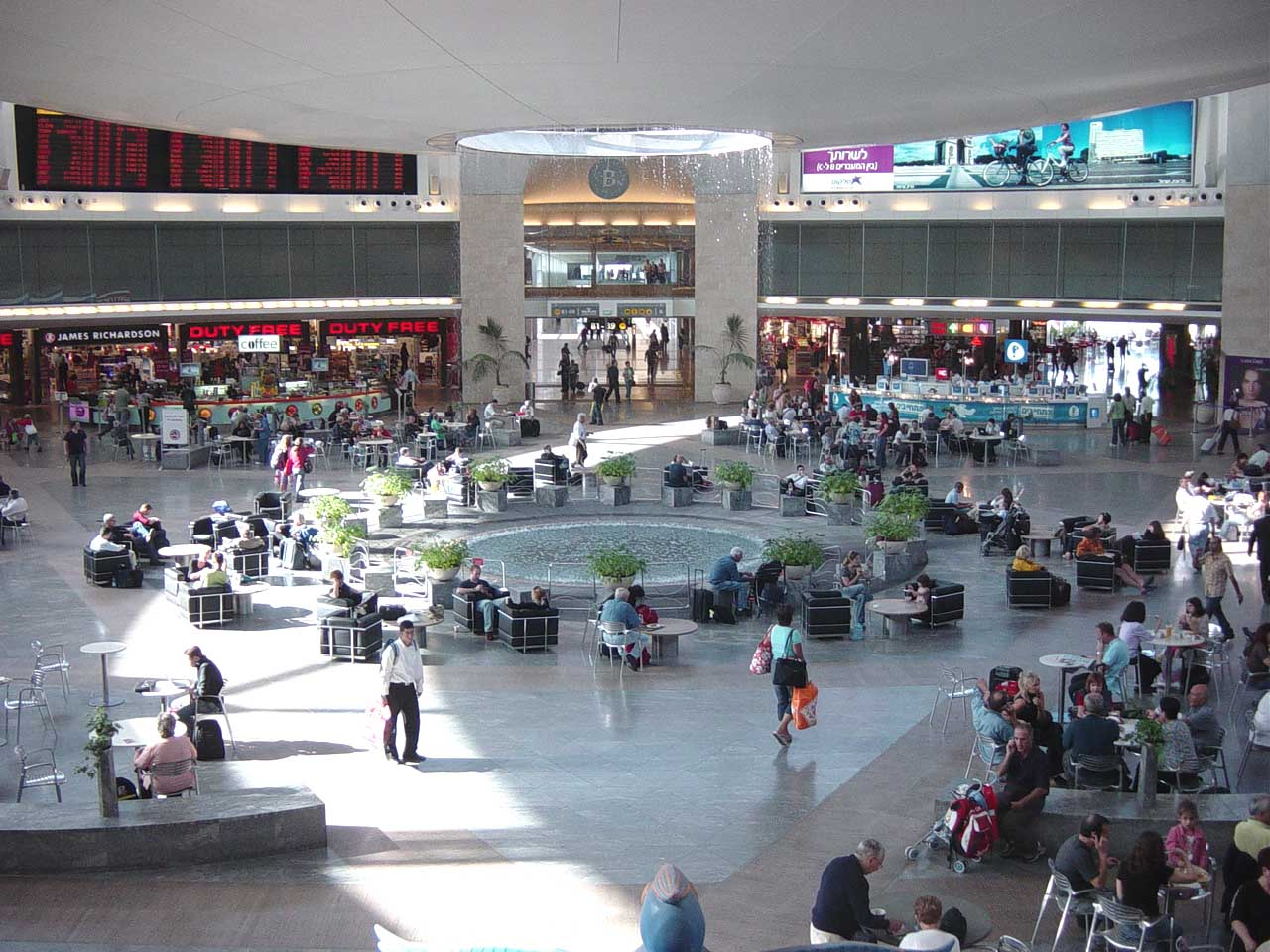
Duty-free au terminal 3.

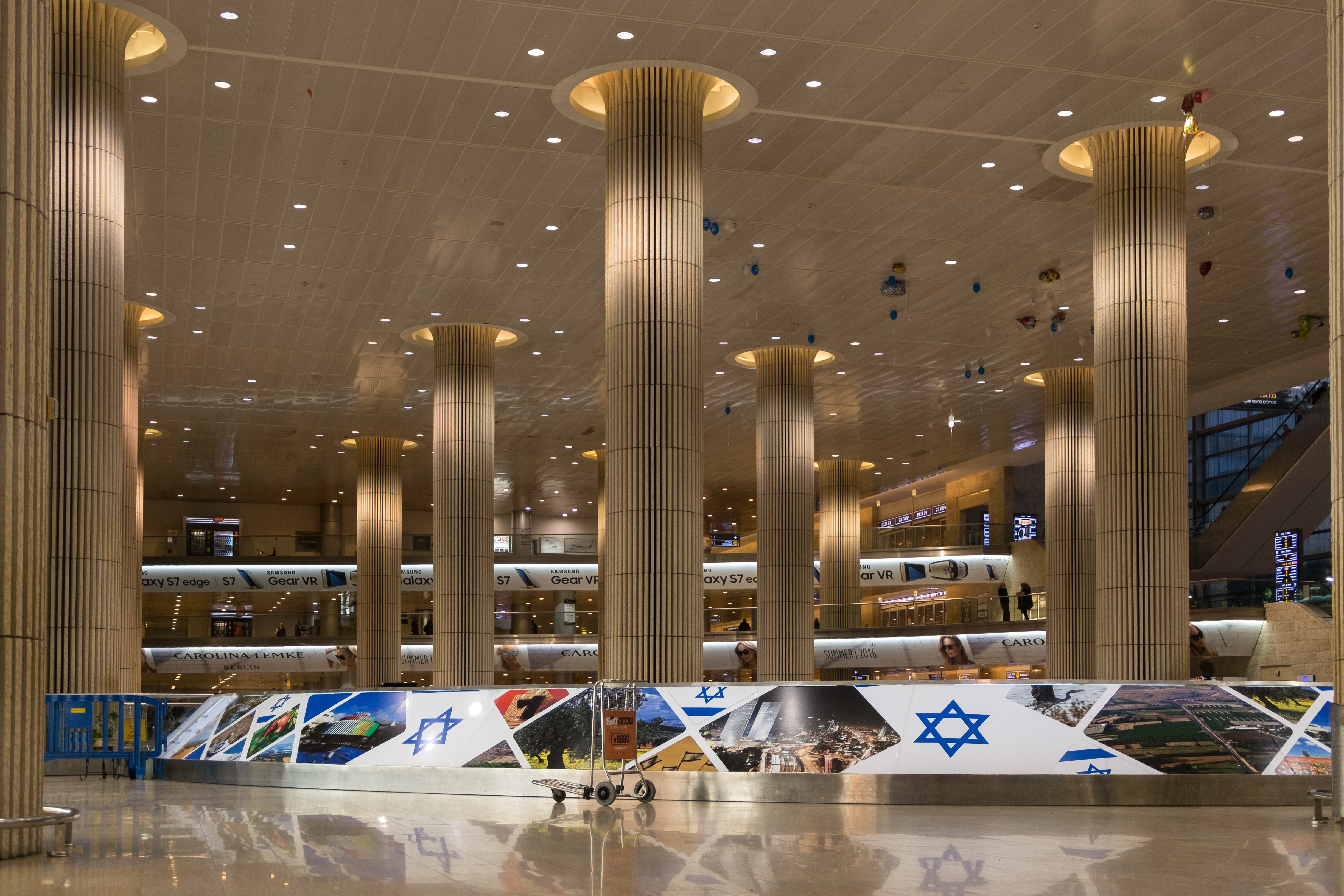
Hall d'arrivée du Terminal 3 de l'aéroport.

L’aéroport international David-Ben-Gourion (en hébreu :  נמל תעופה בן גוריון, namal te'oufah Ben Gourion, en arabe : مطار بن غوريون الدولي) (code IATA : TLV • code OACI : LLBG) ; anciennement connu sous le nom d’Aéroport de Lod car situé à proximité de la ville de Lod, à 15 km au sud-est de Tel Aviv, est le plus grand aéroport international d’Israël. Il est surnommé Natbag (נתב"ג) par les Israéliens, en raison de ses initiales en hébreu.
En 2023, environ 21,8 millions de passagers internationaux ont transité par cet aéroport qui dispose de quatre terminaux. Le nouveau Terminal 3 a été inauguré le 2 novembre 2004 pour remplacer le Terminal 1.
L'aéroport Ben-Gourion est réputé pour être un des aéroports les plus sécurisés du monde, et cela, en raison d'un service de sécurité particulièrement élevé (machines à rayons-X, personnel de vigilance formé, etc.).
L'aéroport Ben-Gourion est le hub des compagnies aériennes israéliennes El Al, Arkia, Sundor ainsi que Israir.
L'aéroport est dirigé par la Israel Airports Authority (en), une organisation gouvernementale qui dirige les aéroports ainsi que les frontières de l'État d'Israël.

## Situation
| Tel Aviv · Ben Gourion Eilat - Ramon Eilat - Ovda Eilat - Hozman Tel Aviv · Sdé Dov Haïfa Ein Yahav Rosh Pina |

## Histoire

### Les débuts
Les premières pistes d'atterrissage en Israël ont été construites par les Turcs, pendant la Première Guerre mondiale, à Tzemach dans le Nord, à Ramla dans le Centre et à Gaza dans le Sud, pour utiliser les biplans fournis par l'Empire allemand à l'Empire ottoman. Après 1918, ces pistes serviront pour les immigrants juifs en Palestine.

### La période du mandat britannique

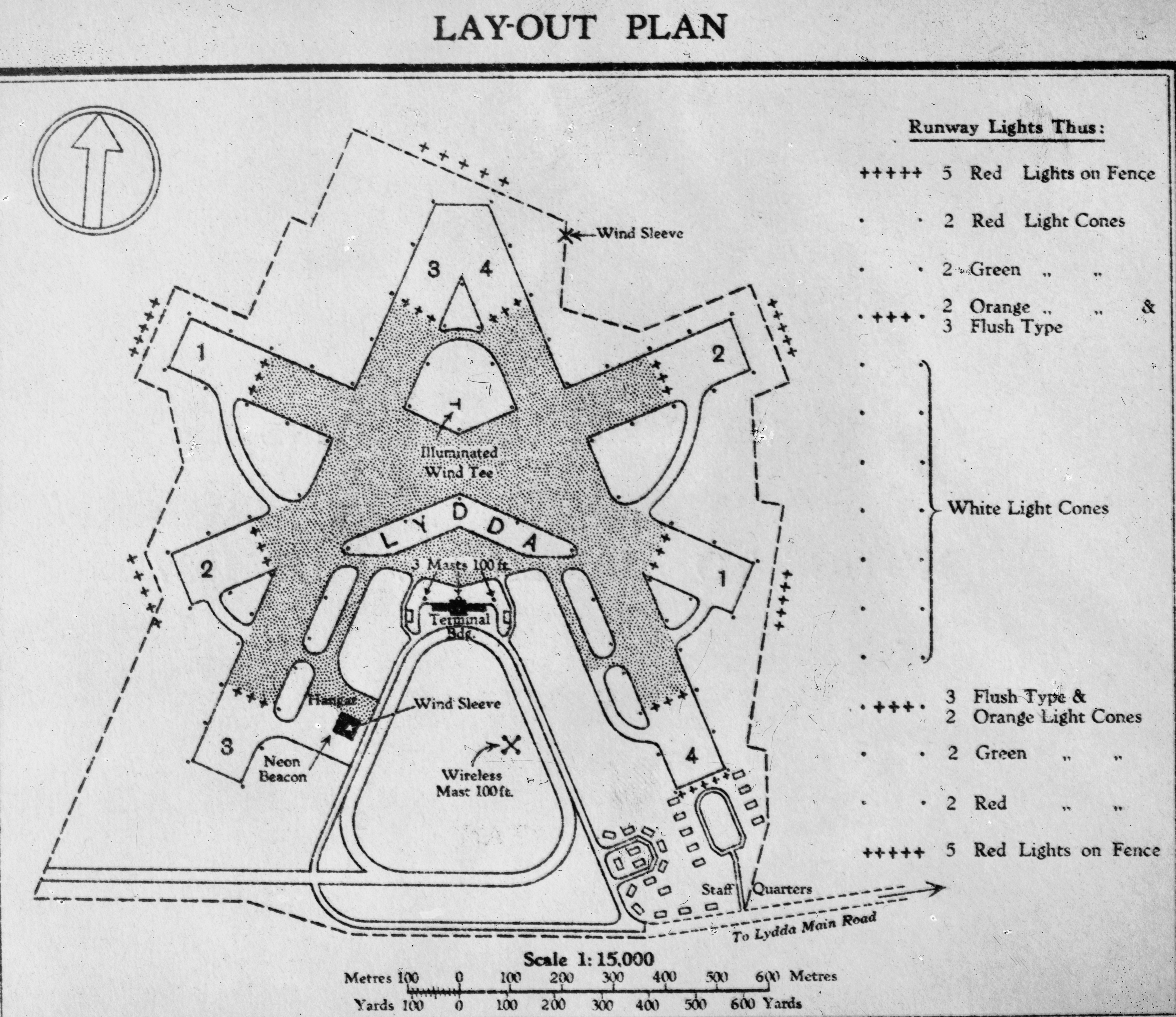
Plan historique de l'aéroport de Lod.

En 1936, est construit le Lydda Airport (Aéroport de Lod), dans la périphérie de Lod. Quatre véritables pistes sont construites, par le gouvernement de la Palestine mandataire, chacune de 800 mètres de long et 100 m de large. 

Peu à peu, de plus en plus de compagnies choisissaient de mettre en place des vols atterrissant ou s'arrêtant à l'aéroport de Lod, parmi lesquelles la Dutch airlines, KLM, liant l'Europe occidentale à l'Extrême-Orient (Indonésie), LOT Polish Airlines, Czech Airlines.
En 1937 débuta la construction d'un hangar, dans l'optique de l'arrivée de l'avion Hannibal de la compagnie British Imperial Airways.
Avec l'augmentation des lignes, le trafic augmenta.
À la fin de la Seconde Guerre mondiale, le nombre des vols civils revint peu à peu à celui d'avant-guerre, et en 1946, la compagnie américaine TWA mit en place un vol régulier entre les États-Unis et Israël, utilisant un Douglas DC-4.
Peu avant la fin du mandat britannique en Palestine (1948), l'unité « Zippora » de la brigade Guivati fut envoyée à l'aéroport, pour surveiller les activités juives et avec l'intention de prendre en charge l'aéroport après la fin du mandat.

### Après le départ des Britanniques

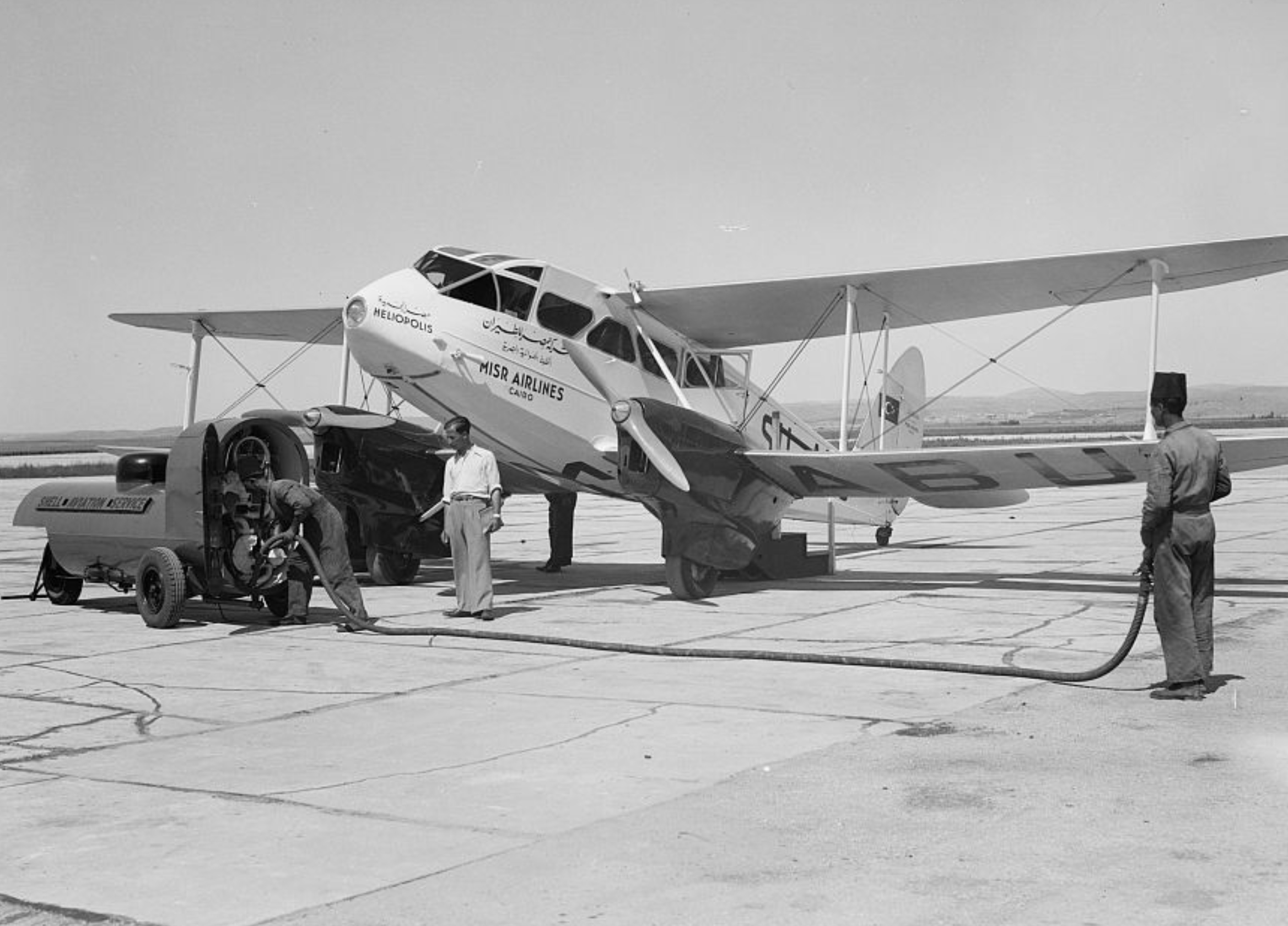
Un DH.89 Dragon Rapide de la Misr Airlines (futur Egyptair) sur l'aéroport de Lod, ca. 1946-1948. Bibliothèque du Congrès, Washington.

L'aéroport de Lod en 1958

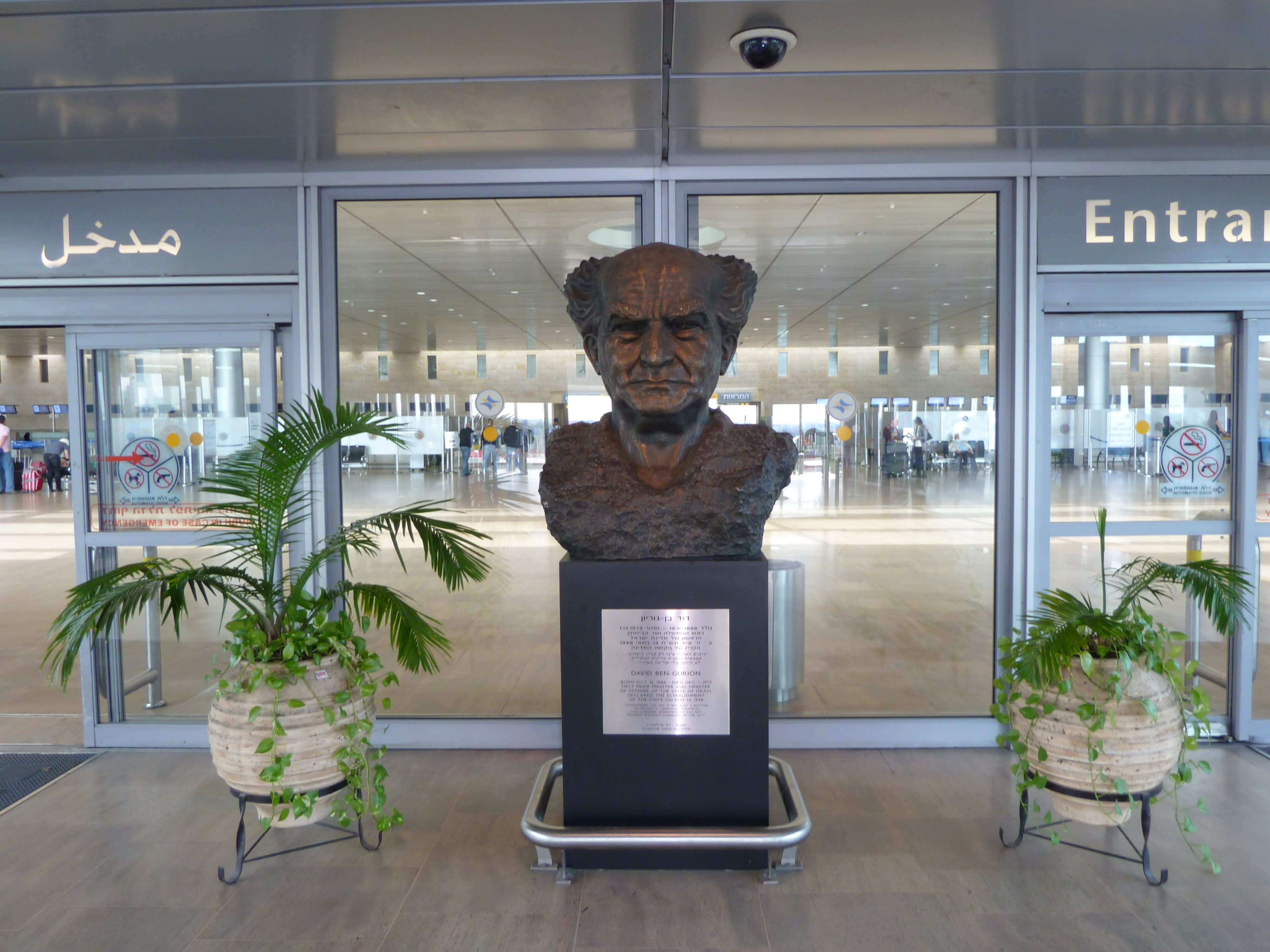
buste de David Ben Gourion à l'entrée du terminal 3.

Le 14 mai 1948, David Ben Gourion proclame l'indépendance de l'État d'Israël. Les Britanniques quittent la Palestine, et les activités de l'aéroport cessent presque totalement. Les soldats de l'unité « Zippora » quittent aussi l'aéroport, et s'en vont en guerre. Seuls quelques forces arabes restent dans les environs ainsi que les légions jordaniennes. Le trafic a été déplacé vers l'aérodrome d'Ein Shemer (en). Peu de jours après, la jeune Tsahal arrive à l'aéroport quasiment désert (une des missions de l'opération Dani), et en donne la direction au ministère des Transports (en).
Peu après, les vols reprennent ; la compagnie nationale israélienne El Al y commence ses activités. Durant la première année suivant l'Indépendance, 40 000 voyageurs sont passés par le Lydda Airport.
Dans les années 1950, la compagnie israélienne privée Arqi'ah inaugure des vols de Lod vers Eilat, Mahanaïm et Haïfa. Durant l'hiver 1951-1952, le terminal des passagers s'étend de 36 000 m2.
Dans les années 1960, on dénombre quatorze lignes régulières vers l'international. Après la guerre des Six Jours (1967), le trafic augmenta rapidement ; un vol depuis la Roumanie a été inauguré : c'est le premier vol en direction d'Israël en provenance d'Europe de l'Est, après une longue interruption.
Le 8 mai 1972, quatre terroristes palestiniens détournent un avion (en) de la Sabena parti de Vienne, et l’obligent à atterrir à l’aéroport Ben-Gourion. Des commandos israéliens prirent d’assaut l’avion, tuèrent deux des pirates de l’air et capturèrent les deux autres. Un passager est mort au cours de l’assaut.
Le 30 mai 1972, au cours d’un événement connu sous le nom de massacre de l'aéroport de Lod, 26 personnes (dont deux terroristes) sont tuées et 80 blessées dans l’attaque de la zone d’arrivée des passagers par l'Armée rouge japonaise. Parmi les victimes, on compte Aharon Katzir, éminent biophysicien et un groupe de 20 touristes porto-ricains qui venaient d’arriver en Israël.

### Depuis 1973: l'aéroport David-Ben-Gourion
En décembre 1973, après le décès de l'ancien et premier Premier ministre israélien David Ben Gourion, le gouvernement renomme l'aéroport de Lod en aéroport David-Ben-Gourion.
En 1977, la Knesset adopte le projet de loi sur l'Autorité des aéroports (Airports Authority bill), qui confie la direction des aéroports à l'entreprise publique Israel Airports Authority (en) nouvellement créée.
Dans les années 1980, une nouvelle tour de contrôle est bâtie, le terminal passagers est étendue, et les technologies de communication ont été améliorées. Une ligne à destination de l'Égypte est mise en place. En 1986, pour commémorer les 50 ans de l'activité aéroportuaire de l'aéroport, un timbre est émis en collaboration avec les services postaux.
Au début des années 1990, Israël doit faire face à l'énorme vague d'immigration des Juifs d'ex-URSS. Un hall pour accueillir ces nouveaux olims est créé. Des vols directs depuis les anciens pays soviétiques sont mis en place, ce qui entraîne une augmentation très forte du trafic durant cette période.
En 2007, environ 11 millions de passagers internationaux ont transité par cet aéroport, c'est le principal aéroport d'Israël.
En 2006, plus de 40,6 % des vols internationaux étaient effectués par El Al, 4,16 % par la Lufthansa, 3,96 % par Continental Airlines, 3,85 % par Israir Airlines, 3,83 % par Arkia.
En juillet 2007, une décision du ministère de la Défense de fermer l'aéroport Sde Dov (l'autre aéroport de l'agglomération de Tel Aviv) entraîne la répartition du trafic comme suivante : le trafic civil est transféré vers l'aéroport David-Ben-Gourion, le trafic militaire vers la base de Palmachim. L'aéroport doit encore s'attendre à une forte augmentation de trafic.
Toujours en 2006, une étude conduite par le Conseil international des aéroports classe l'aéroport Ben Gourion premier sur 40 aéroports européens en termes de relations clientèle, et huitième sur 77 aéroports du monde entier. C'est aussi, d'après le CIA, le meilleur aéroport du Moyen-Orient.
En janvier 2008, l'Israel Airports Authority (IAA) a annoncé la construction d'un nouveau terminal pour les vols privés, en très forte augmentation. L'IAA va investir 10 millions de sheqels (environ 2 millions d'euros).
Le principal aéroport d'Israël a reçu 24,8 millions de passagers en transit[Quand ?], 21,8 millions en 2023. Les itinéraires les plus fréquentés en 2023 étaient dans l'ordre : Dubaï, Istanbul, Athènes, Paris, Londres, Larnaca, Antalya et New-York. Pour 2022, El al représentait 21,75 % du trafic, Wizz Air 7,67 %, Ryanair 6,8 %, Turkish Airlines 6,64 %, Israir Airlines 4,30 % et EasyJet 4,17 %.

## Terminaux

### Terminal 1

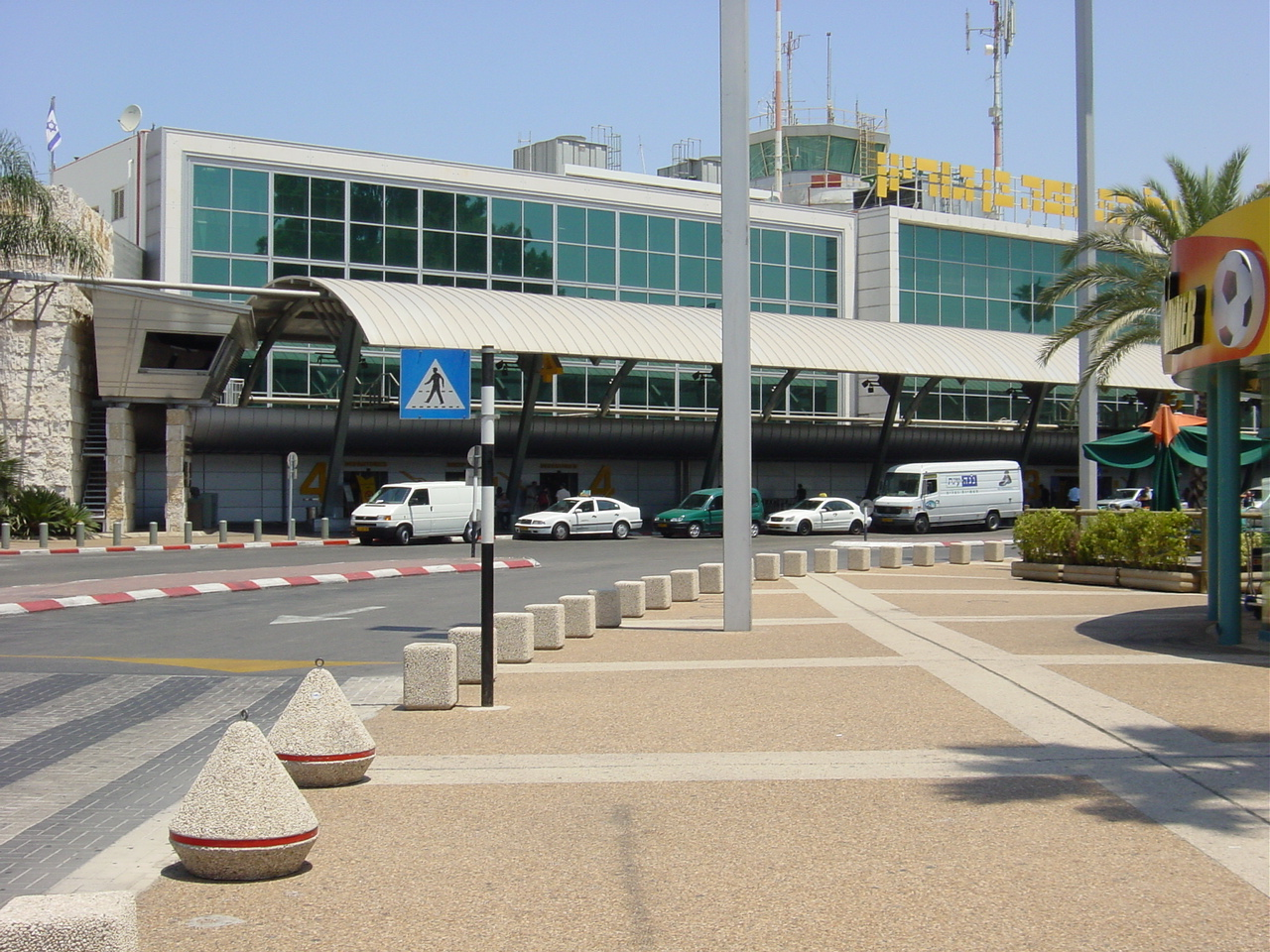
Terminal 1 de l'aéroport.

Ce terminal sert aux vols nationaux.
Après une longue période de travaux, le Terminal 1 rouvre le 20 février 2007. Il servait jusqu'alors aux vols internationaux ; cette fonction a été transférée au Terminal 3. Les travaux, d'un coût de 14,5 millions de sheqel ont duré un an et demi, ils ont été achevés à temps. 
En 2006, plus de 400 000 passagers sont passés par ce terminal, la grande majorité pour aller à Eilat.

### Terminal 2
Le Terminal 2 a été inauguré en 1969 lorsque la compagnie privée israélienne Arkia reprend les vols à destination de cet aéroport, à la suite de la guerre des Six Jours.

Jusqu'au 20 février 2007, ce terminal servait aux vols nationaux. La direction pensait le démolir pour agrandir les zones de fret, puis elle a décidé de le reconvertir en terminal pour les vols à bas coût (low cost).

### Terminal 3

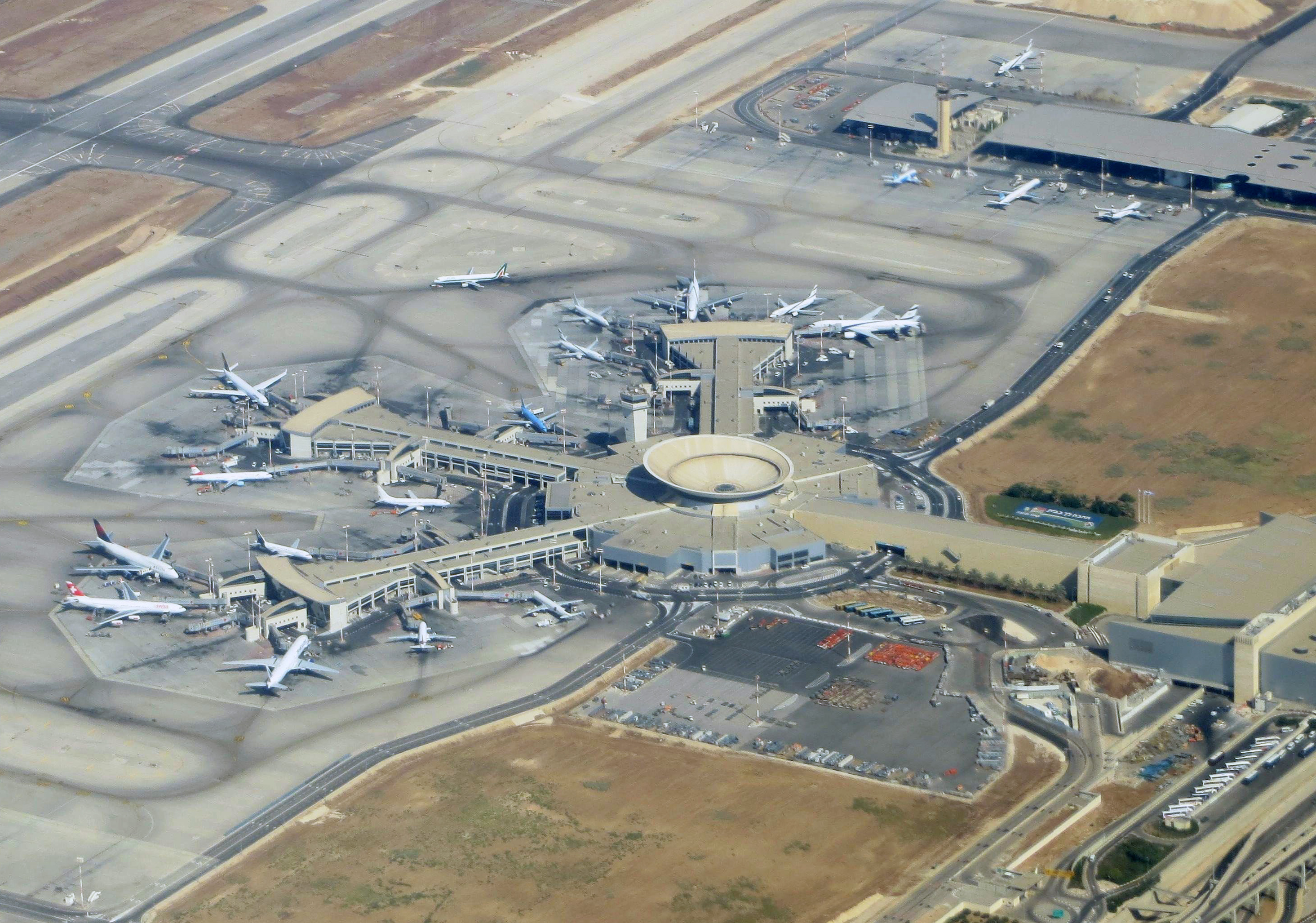
Terminal 3.

Le Terminal 3 sert pour les vols internationaux.
Il a ouvert le 28 octobre 2004, sous le nom de « Natbag 2000 » ; devenant ainsi la principale porte d'entrée et de sortie pour Israël. Le bâtiment a été dessiné principalement par Black & Veatch Corporation (en), Skidmore, Owings and Merrill et par Moshe Safdie. Le vol inaugural fut un vol à destination de l'aéroport John-F.-Kennedy de New York.
Le terminal est conçu pour recevoir plus de 10 millions de passagers par an. En 2015, Il recevra plus de 14 millions de passages. Bien qu'aucun nouvel agrandissement de l'aéroport n'ait été prévu, à cause de la proximité de l'agglomération de Tel-Aviv (la plus grande agglomération d'Israël), un nouveau « bras » (ligne E) est en construction et sera achevé d'ici 2018 pour recevoir une affluence de 20 millions de passage d'ici 2020. Le nouveau terminal mesure plus de 100 000 mètres carrés, dispose de 133 postes de contrôle, 40 escaliers roulants, 55 ascenseurs. Les bus transportant les passagers de l'avion au terminal ont été remplacés par 24 ponts.

### Terminal 4

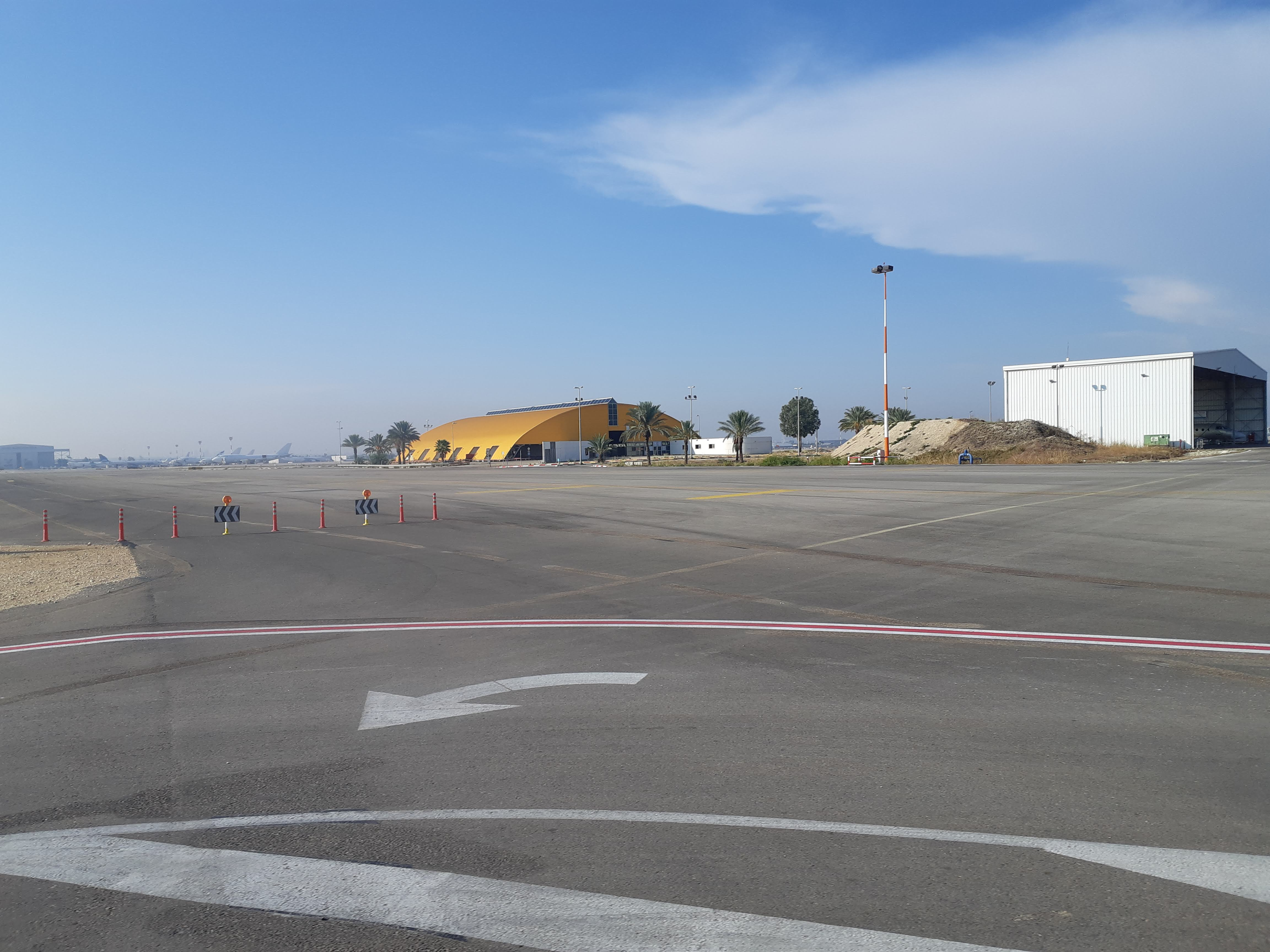
Terminal 4.

Ce terminal, construit en 1999, était prévu pour accueillir le surplus de passagers en 2000, mais n'a jamais été inauguré officiellement. Il a été utilisé pour accueillir les passagers venant d'Asie durant l'épidémie de SRAS, pour le rapatriement de la cassette du Colonel Ilan Ramon après le désastre Columbia, pour celui de l'homme d'affaires, otage au Liban, Elchanan Tannenbaum (en), et des cassettes de trois soldats morts au Liban en janvier 2004.

### Terminal VIP «Fattal»
Ce terminal appelé « Fattal Terminal » est une aérogare destinée aux voyageurs d’élite, passagers d’avions privés, les hommes d’affaires, les représentants du gouvernement ou les ambassadeurs. le terminal privé Fattal est situé à côté du terminal 1.
Il propose deux boutiques hors taxes, H.Stern (en) et James Richardson (en), une offre de restauration assurée par Michael Levy-Elhalal et Sonia Cohen qui est préparée sur place et des chambres privées avec accès à une douche avec des articles de toilette gratuits L’Occitane en Provence.
Ouvert en mai 2019, le terminal a été conçu par l’architecte Gad Halperin. Sa superficie est de 1 300 mètres carrés et comprend une salle d’attente principale, une section duty-free, des suites privées, des salles d’accueil, des salles de réunion, des services dans le hall de l’hôtel, des stewards privés et une salle de cigares.
Éloigné du terminal 3, l'acheminement des VIP vers les avions se fait en véhicule privé. C'est la chaine hôtelière Fattal (he) qui compte 205 hôtels dans 18 pays à travers le monde (42 hôtels en Israël et 163 hôtels dans toute l’Europe en 2024) qui avait remporté le marché de construction de ce terminal de luxe pour un investissement de 18 millions de shekels,.
Le « Fattal terminal » est ouvert à tout passager prêt à payer pour ce privilège.

## Statistiques
Le graphique qui aurait dû être présenté ici ne peut pas être affiché car il utilise l'ancienne extension Graph, désactivée pour des questions de sécurité. Des indications pour créer un nouveau graphique avec la nouvelle extension Chart sont disponibles ici.

Voir la requête brute et les sources sur Wikidata.

## Pistes

### Principale piste 12/30
En anglais main runway, en hébreu מסלול הראשי.
C'est la piste la plus proche des terminaux 1 et 3 ; elle est suivie par une voie de circulation (taxiway). Elle mesure 3 112 mètres, et est orientée d'Ouest en Est (12/30).
La piste est prête à accueillir l'A380 à la suite des travaux de 2007 qui ont coûté plus de 17 millions de Shekels.

### 2eprincipale piste 03/21
Auparavant, cette piste servait aux avions-cargos de l'armée de l'air israélienne.
Fin 2011, la piste ferme et la majorité des activités militaires à l'est de la piste est transférée à la base aérienne militaire de Nevatim, dans le sud d'Israël.
Elle atteint actuellement[Quand ?] près de 9 186 pieds (2 800 m), la piste sera[Quand ?] équipée d'une ILS[Quoi ?] et sera[Quand ?] commercialement opérationnelle.
La piste 03/21 deviendra alors la piste d’atterrissage principale (en place de la 12/30 qui deviendra une piste secondaire). Ce changement permettra de faire fonctionner l'aéroport tel un « V ouvert » qui permettra les atterrissages et décollages en simultanés, ce qui accroîtra la sécurité aérienne ainsi que la capacité maximale de trafics aériens.

### Piste «silencieuse» 26/08
En anglais quiet runway ou silent runway, מסלול השקט.
C'est la plus grande des pistes de l'aéroport (elle mesure 4 062 mètres), et la principale piste d'atterrissage pour les vols provenant de l'Est. Cette piste est surnommée « tranquille » car lors des décollages vers l'Est, les avions ne causent pas de pollution sonore sur les zones d'habitations à l'ouest de l'aéroport (agglomération de Tel Aviv). Elle a été aménagée en 2006 pour accueillir l'Airbus A380.

### Guerre de Gaza depuis 2023
En raison des menaces de missiles sur l'aéroport et ses aéronefs, les directions des pistes sont restreintes pour éviter de survoler la zone de guerre à Gaza. La piste 26/08 est limité aux vols au départ et la piste 03/21 aux vols à l’arrivée.
Le 4 mai 2025, un missile balistique lancé par les Houthis frappe un terrain vague dans l'enceinte de l'aéroport, faisant 6 blessés légers, des dégâts très mineurs et causant un cratère d'impact large de plusieurs dizaines de mètres. De nombreuses compagnies aériennes occidentales annoncent suspendre leur vol vers Tel-Aviv après ce bombardement. En représailles, l'armée israélienne bombarde et détruit l'aéroport international de Sanaa le 6 mai.

## Compagnies aériennes et destinations
Tous les vols internationaux partent et arrivent au Terminal 3, sauf les vols d'Easyjet et de Jet 2 qui arrivent au Terminal 3 mais partent du Terminal 1. Le Terminal 1 est utilisé pour tous les vols intérieurs.
| Compagnies                    | Destinations |
| ----------------------------- | --- |
| Aegean Airlines               | Athènes E.-Venizélos Thessalonique-Makedonía En saison : Héraklion-N. Kazantzákis, Rhodes-Diagoras |
| Aeroflot                      | Moscou Chérémétiévo |
| Air Canada                    | Toronto (Pearson) En saison : Montréal (P.-E.-Trudeau) |
| Air Europa                    | Madrid-Barajas |
| Air France                    | Paris-Charles de Gaulle En saison : Nice-Côte d'Azur |
| Air India                     | Delhi-Indira Gandhi |
| Air Malta                     | Malte |
| Air Moldova                   | Chișinău |
| Air Serbia                    | Belgrade-Nikola-Tesla |
| Air Seychelles                | Mahé-Seychelles international |
| airBaltic                     | Riga |
| Aircompany Armenia            | Erevan-Zvarnots |
| Alitalia                      | Rome Léonard-de-Vinci/Fiumicino |
| American Airlines             | Dallas-Fort Worth, Miami, New York-John F. Kennedy |
| AJet                          | Antalya, Istanbul-S. Gökçen, Izmir-A. Menderes , |
| Arkia                         | Dubaï, Eilat-Ramon, Larnaca En saison : - Amsterdam - Athènes E.-Venizélos - Barcelone-El Prat - Batoumi-A. Kartveli - Belgrade-Nikola-Tesla - Bergame-Orio al Serio - Dubrovnik - Héraklion-N. Kazantzákis - Kos - Mahé-Seychelles international - Mykonos - Paphos - Paris-Charles de Gaulle - Rhodes-Diagoras - Tbilissi-C. Roustavéli - Vérone - Villafranca - Zanzibar |
| ASL Airlines France           | En saison : Paris-Charles de Gaulle |
| Austrian Airlines             | Vienne-Schwechat |
| Azerbaijan Airlines           | Bakou-H. Aliyev |
| Azimuth airlines              | Rostov-sur-le-Don/Platov |
| Bees Airlines                 | Bucarest-H. Coandă |
| Belavia                       | Minsk |
| Blue Air                      | Bucarest-H. Coandă |
| Bluebird Airways              | Athènes E.-Venizélos En saison : - Barcelone-El Prat, - Bucarest-H. Coandă, - Budapest-Ferenc Liszt, - Bourgas, - Héraklion-N. Kazantzákis, - Kos, - Larnaca, - Prague-Václav-Havel, - Rhodes-Diagoras, - Thessalonique-Makedonía |
| British Airways               | Londres-Heathrow |
| Brussels Airlines             | Bruxelles-National |
| Bulgaria Air                  | Sofia-Vrajdebna En saison : Bourgas, Varna |
| Cathay Pacific                | Hong Kong |
| Corendon Airlines Europe      | En saison : Cologne/Bonn-K. Adenauer, Nuremberg-A. Dürer |
| Croatia Airlines              | En saison : Dubrovnik, Zagreb-Pleso |
| Cyprus Airways                | Larnaca |
| Delta Air Lines               | New York-John F. Kennedy |
| easyJet                       | - Amsterdam - Berlin-Brandebourg - Bordeaux-Mérignac - Londres-Luton - Lyon-Saint-Exupéry - Manchester - Milan-Malpensa - Naples-Capodichino - Toulouse-Blagnac En saison : Londres-Gatwick |
| easyJet Switzerland           | Bâle-Mulhouse, Genève-Cointrin |
| EgyptAir                      | Le Caire |
| El Al                         | - Amsterdam - Athènes E.-Venizélos - Bangkok-Suvarnabhumi - Barcelone-El Prat - Pékin-Capitale - Berlin-Brandebourg - Boston Logan - Bruxelles-National - Bucarest-H. Coandă - Budapest-Ferenc Liszt - Chicago-O'Hare - Dubaï - Francfort - Genève-Cointrin - Hong Kong - Johannesbourg OR Tambo - Kiev-Boryspil - Larnaca - Las Vegas-Harry-Reid - Lisbonne-H. Delgado - Londres-Heathrow - Londres-Luton - Los Angeles - Madrid-Barajas - Mahé-Seychelles international - Marseille-Provence - Miami - Milan-Malpensa - Moscou-Domodédovo - Bombay-Chhatrapati-Shivaji - Munich-F. J. Strauß - Newark-Liberty - New York-John F. Kennedy - Nice-Côte d'Azur - Paris-Charles de Gaulle - Prague-Václav-Havel - Rome Léonard-de-Vinci/Fiumicino - San Francisco - Sofia-Vrajdebna - Tokyo-Narita - Toronto (Pearson) - Venise - Marco Polo - Vienne-Schwechat - Varsovie-Chopin - Zagreb-Pleso - Zurich |
| Emirates                      | Dubaï |
| Ethiopian Airlines            | Addis-Abeba Bole |
| Etihad Airways                | Abou Dabi |
| Eurowings                     | Prague-Václav-Havel |
| Finnair                       | Helsinki-Vantaa |
| Flydubai                      | Dubaï |
| FlyOne                        | Chișinău |
| Georgian Airways              | Tbilissi-C. Roustavéli En saison : Batoumi-A. Kartveli |
| Gulf Air                      | Manama-Bahreïn |
| Hainan Airlines               | Pékin-Capitale, Shenzhen-Bao'an |
| Iberia                        | Madrid-Barajas |
| Icelandair                    | En saison : Reykjavik-Keflavík |
| Israir Airlines               | Athènes E.-Venizélos, Dubaï, Eilat-Ramon, Larnaca, Manama-Bahreïn En saison : - Bakou-H. Aliyev - Barcelone-El Prat - Belgrade-Nikola-Tesla - Bergen - Berlin-Brandebourg - Bourgas - Corfou-I. Kapodístrias - Gênes-Christophe-Colomb - Héraklion-N. Kazantzákis - Innsbruck-Kranebitten - Kigali - Ljubljana-Jože Pučnik - Marrakech-Ménara - Munich-F. J. Strauß - Oslo-Gardermoen - Palma de Majorque - Poprad-Tatras - Rhodes-Diagoras - Riga - Rome Léonard-de-Vinci/Fiumicino - Rovaniemi - Salzbourg-W. A. Mozart - Sofia-Vrajdebna - Split - Stuttgart - Tbilissi-C. Roustavéli - Ténériffe-Sud Reine Sofia - Thessalonique-Makedonía - Tirana-Mère-Teresa - Tivat - Varna - Erevan-Zvarnots - Zagreb-Pleso - Zante D.-Solomós - Zurich |
| KLM                           | Amsterdam |
| Korean Air                    | Séoul-Incheon |
| La Compagnie                  | Paris-Orly, Newark-Liberty |
| LATAM                         | Santiago du Chili-A.-M.-Benítez, São Paulo/Guarulhos |
| LOT Polish Airlines           | Cracovie-Jean-Paul II, Lublin, Varsovie-Chopin |
| Lufthansa                     | Francfort, Munich-F. J. Strauß |
| MyWay Airlines                | Tbilissi-C. Roustavéli |
| Neos                          | Vérone - Villafranca |
| Norwegian Air Shuttle         | Copenhague-Kastrup, Stockholm-Arlanda |
| Pegasus Airlines              | Antalya, Istanbul-S. Gökçen En saison : Dalaman, Izmir-A. Menderes |
| Philippine Airlines           | Manille-N. Aquino |
| Rossiya                       | Saint-Pétersbourg-Poulkovo |
| Royal Air Maroc               | Casablanca-Mohammed-V |
| Royal Jordanian               | Amman-Reine-Alia |
| Rwandair                      | Kigali |
| Ryanair                       | - Athènes E.-Venizélos - Bergame-Orio al Serio - Berlin-Brandebourg - Bologne-Borgo Panigale - Bucarest-H. Coandă - Budapest-Ferenc Liszt - Charleroi Bruxelles-Sud - Karlsruhe/Baden-Baden - Cracovie-Jean-Paul II - Marseille-Provence - Memmingen - Paphos - Poznań (Posnanie)-H. Wieniawski - Rome Léonard-de-Vinci/Fiumicino - Sofia-Vrajdebna - Thessalonique-Makedonía - Trévise-Sant'Angelo - Vienne-Schwechat - Vilnius En saison : Corfou-I. Kapodístrias, La Canée I.-Daskaloyánnis, Rhodes-Diagoras, Santorin, Turin S.-Pertini (Caselle) |
| Sichuan Airlines              | Chengdu-Shuangliu |
| Smartavia                     | En saison : Sotchi-Adler |
| SmartWings                    | Prague-Václav-Havel |
| Sundor                        | En saison : - Catane-Fontanarossa, - Dubrovnik, - Cracovie-Jean-Paul II, - Ljubljana-Jože Pučnik, - Malaga-Costa del Sol, - Naples-Capodichino, - Odessa, - Paphos, - Salzbourg-W. A. Mozart, - Tbilissi-C. Roustavéli, - Thessalonique-Makedonía, - Zagreb-Pleso |
| SunExpress                    | En saison : Izmir-A. Menderes |
| Swiss International Air Lines | Zurich |
| TAP Air Portugal              | Lisbonne-H. Delgado |
| TAROM                         | Bucarest-H. Coandă |
| Trade Air                     | En saison charter : Zagreb-Pleso |
| Transavia                     | Amsterdam, Eindhoven |
| Transavia France              | Lyon-Saint-Exupéry, Paris-Orly |
| Turkish Airlines              | Istanbul En saison : Antalya |
| United Airlines               | Chicago-O'Hare, Newark-Liberty, San Francisco, Washington-Dulles |
| Ural Airlines                 | - Iékaterinbourg-Koltsovo, - Krasnodar-Pashkovsky, - Mineralniye Vody, - Moscou-Joukovski, - Saint-Pétersbourg-Poulkovo, - Sotchi-Adler |
| Uzbekistan Airways            | Tachkent |
| Virgin Atlantic               | Londres-Heathrow |
| Vueling                       | Barcelone-El Prat |
| Wizz Air                      | - Abou Dabi - Bari-Karol Wojtyła - Bucarest-H. Coandă - Budapest-Ferenc Liszt - Catane-Fontanarossa - Cluj-Napoca - Debrecen - Iași - Katowice-Pyrzowice - Cracovie-Jean-Paul II - Larnaca - Londres-Gatwick - Londres-Luton - Milan-Malpensa - Naples-Capodichino - Rome Léonard-de-Vinci/Fiumicino - Sofia-Vrajdebna - Varsovie-Chopin - Vienne-Schwechat - Vilnius En saison :Bourgas, Corfou-I. Kapodístrias, Héraklion-N. Kazantzákis, Mykonos, Rhodes-Diagoras, Santorin, Varna, Zante D.-Solomós |

### Cargo
- CAL Cargo Airlines
- Challenge Airlines BE (it)
- DHL (European Air Transport)
- El Al Cargo (pl) (El Al)
- Euro Cargo Air
- FedEx
- Korean Air Cargo
- Royal Jordanian Cargo
- Swiss WorldCargo
- United Parcel Service

## Accessibilité

### Train
Depuis 2004, une gare existe au sous-sol du Terminal 3 de l'aéroport, Ben Gurion Airport Railway Station (en). Elle est gérée par l'opérateur national de chemins de fer, Israel Railways. Elle est reliée à Tel-Aviv, Haïfa, d'autres villes du nord, et dans le sud-ouest à Modiin-Maccabim-Reout. Les trains ne circulent pas le samedi (jour de Shabbat) et pendant les fêtes juives. La ligne vers Haïfa fonctionne 24 heures sur 24.
Depuis le 25 septembre 2018, l'aéroport est relié à Jérusalem par une ligne à grande vitesse.

### Bus et taxis

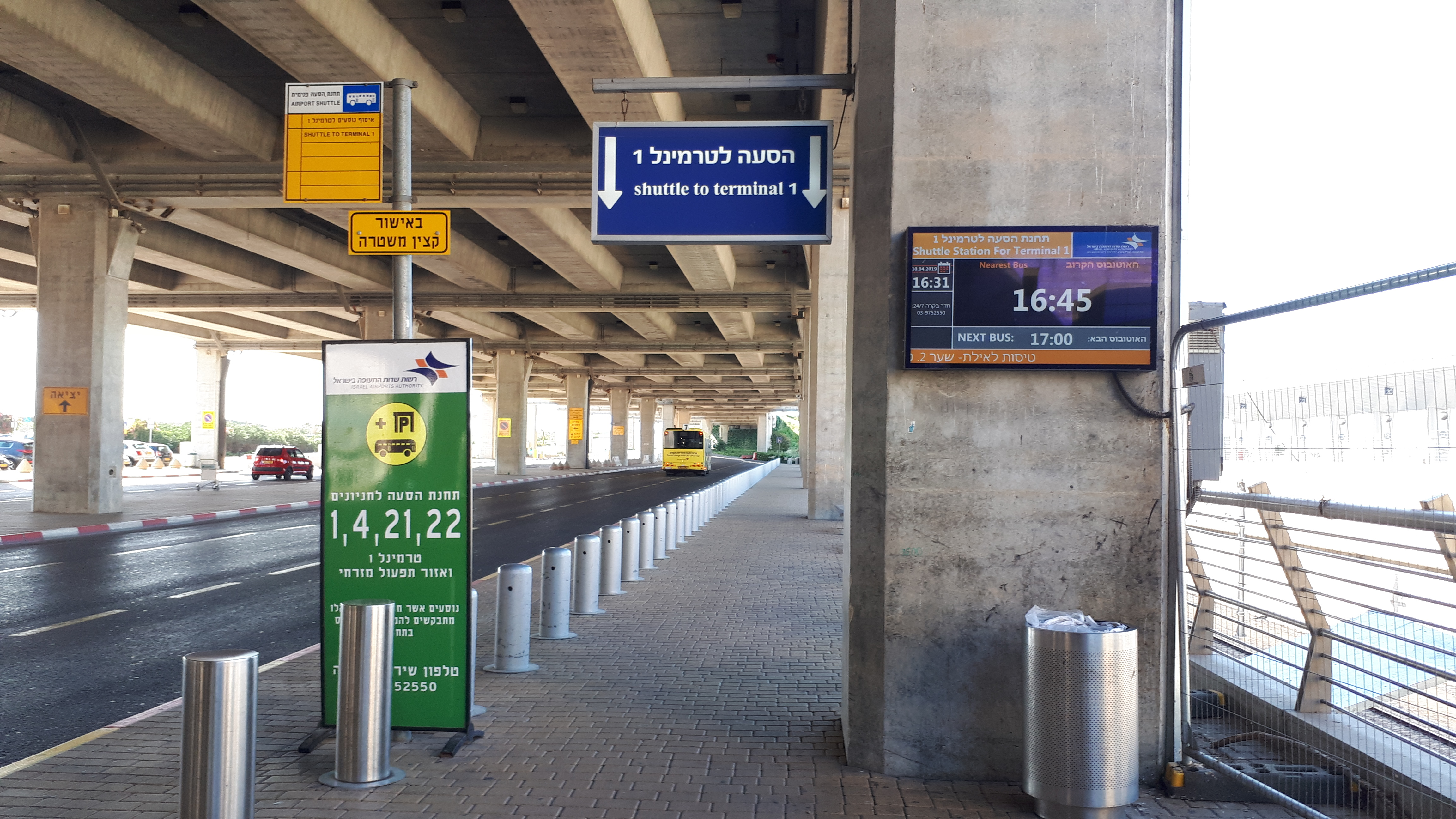
Esplanade des taxis et bus Terminal 3 (Arrivées).

L'aéroport est desservi par des bus de manières régulières. Les principales compagnies de bus du pays sont Dan Bus Company (en) et Egged.
La station de taxis de l'aéroport est localisée au rez-de-chaussée. Les taxis y stationnant sont sous le contrôle de l'autorité de l'aéroport.
Il existe en Israël une sorte de taxis collectifs, les Shirout, qui fonctionnent comme des taxis. Ce sont généralement des vans, qu'on peut héler à la sortie de l'aéroport.

### Voiture
Il y a deux parkings à la sortie de l'aéroport.
Il y a de nombreuses agences de locations de véhicules dans l'aéroport : Serves Avis, Eldan (he), Budget, Hertz, Sixt.